# Tzapullo Postectitla
Tzapullo Postectitla är en ort i Mexiko.   Den ligger i kommunen Chicontepec och delstaten Veracruz, i den sydöstra delen av landet, 200 km nordost om huvudstaden Mexico City. Tzapullo Postectitla ligger 220 meter över havet och antalet invånare är 140.
Terrängen runt Tzapullo Postectitla är huvudsakligen kuperad, men åt nordost är den platt. Terrängen runt Tzapullo Postectitla sluttar österut. Runt Tzapullo Postectitla är det ganska tätbefolkat, med 65 invånare per kvadratkilometer. Närmaste större samhälle är La Ceiba, 17,8 km sydost om Tzapullo Postectitla. Omgivningarna runt Tzapullo Postectitla är en mosaik av jordbruksmark och naturlig växtlighet.